# Lámpi (Réthymnon)
Lámpi ou Lámbi (en grec moderne : Λάμπη) est une ancienne municipalité du district régional de Réthymnon, en Crète, en Grèce. Depuis la réforme du gouvernement local de 2011, elle est devenue une unité municipale du dème d'Ágios Vassílios. Celle-ci a une superficie de 220 836 km2. Selon le recensement de 2011, la population de Lámpi compte 4 161 habitants.

## Source de la traduction
- (en) Cet article est partiellement ou en totalité issu de l’article de Wikipédia en anglais intitulé « Lampi » (voir la liste des auteurs).